# 若の富士昭一
若の富士 昭一（わかのふじ しょういち、1956年3月29日 - ）は、東京都大田区出身で、九重部屋（一時、井筒部屋）に所属した大相撲力士。現在は実業家。本名は齋藤 昭一（さいとう しょういち）。得意手は左四つ、小手投げ、上手投げ。最高位は東前頭2枚目（1982年9月場所）。現役時代の体格は190cm、150kg。

## 来歴・人物
中学生の頃は、剣道やテニスで活躍。高輪高校に進学してからは、柔道を経験した。
九重親方（元横綱・千代の山）の知人が近所におり、その人に勧められて相撲の道へ進む事となった。
その後、九重部屋の横綱・北の富士や親方自身のスカウトもあって、高校を半年足らずで中退し同部屋に入門。1971年9月場所にて、15歳で初土俵を踏んだ。なお、初土俵の同期には、後の関脇・鳳凰らがいる。初土俵を踏んでから2年半程は、序二段の壁を破れず低迷していた。
序二段時代の1974年、井筒親方（元・北の富士）が井筒部屋を創設すると、それについて移籍した。その後、1977年11月場所前に九重親方が亡くなり、井筒親方がその後を継いだ事で井筒部屋と九重部屋が合併。再度、九重部屋に戻る事となった。
以後、暫くは幕下上中位でもたついていたが、1981年3月場所にて新十両に昇進。左四つ相撲を得意とし、右の上手を取っての投げの他、相手の左を引っ張り込んで思いっ切り打つ小手投げが得意だった。この場所は5勝10敗と大きく負け越して1場所で幕下に陥落したが、11月場所で関取に返り咲くと今度は2場所連続して勝ち越し、1982年3月場所で新入幕を果たした。同場所で9勝6敗と勝ち越すと、前頭3枚目に上がった翌5月場所では4日目に北の湖から金星を獲得している。
以降は主に幕内中位で活躍していたが、1984年11月場所の開催直前に、肝臓病が悪化した事を理由に28歳で廃業した。なお同年10月、鈴木宗男（九重部屋元後援会長）の媒酌によって、浅田満（ハンナン元会長、部落解放同盟大阪府連向野支部元副支部長）の長女と結婚している。
現在は「株式会社 冨士」（本社：大阪府羽曳野市。1985年設立、資本金3000万円、事業内容は「ステーキハウス ビッグジョー」および「ちゃんこ鍋 味喰笑」の経営）の代表取締役を務めている。
なお、味喰笑敷地内には、八角部屋の大阪場所宿舎がある。

## 主な戦績
- 通算成績：359勝327敗27休 勝率.523
- 幕内成績：62勝76敗12休 勝率.449
- 現役在位：79場所
- 幕内在位：10場所
- 金星：1個（北の湖1個）

### 場所別成績
| | 一月場所 初場所（東京） | 三月場所 春場所（大阪） | 五月場所 夏場所（東京） | 七月場所 名古屋場所（愛知） | 九月場所 秋場所（東京） | 十一月場所 九州場所（福岡） |
| --- | ----------------------- | ----------------------- | ----------------------- | --------------------------- | ----------------------- | --------------------------- |
| 1971年 （昭和46年） | x                       | x                       | x                       | x                           | （前相撲）              | 東序ノ口11枚目 4–3          |
| 1972年 （昭和47年） | 西序二段92枚目 2–5      | 東序二段98枚目 2–5      | 東序二段99枚目 3–4      | 東序二段91枚目 3–4          | 西序二段95枚目 5–2      | 西序二段53枚目 3–4          |
| 1973年 （昭和48年） | 東序二段67枚目 3–4      | 西序二段75枚目 5–2      | 西序二段44枚目 4–3      | 東序二段21枚目 2–5          | 西序二段50枚目 6–1      | 西序二段5枚目 4–3           |
| 1974年 （昭和49年） | 西三段目70枚目 1–6      | 東序二段16枚目 2–5      | 西序二段45枚目 5–2      | 東序二段13枚目 6–1          | 西三段目41枚目 2–5      | 西三段目59枚目 4–3          |
| 1975年 （昭和50年） | 西三段目47枚目 3–4      | 東三段目57枚目 6–1      | 西三段目16枚目 3–4      | 東三段目27枚目 5–2          | 東三段目3枚目 5–2       | 西幕下40枚目 4–3            |
| 1976年 （昭和51年） | 東幕下34枚目 3–4        | 西幕下40枚目 4–3        | 東幕下31枚目 2–5        | 東幕下51枚目 4–3            | 西幕下38枚目 5–2        | 西幕下20枚目 2–5            |
| 1977年 （昭和52年） | 東幕下43枚目 3–4        | 東幕下54枚目 5–2        | 西幕下30枚目 3–4        | 東幕下39枚目 5–2            | 東幕下22枚目 5–2        | 東幕下10枚目 2–5            |
| 1978年 （昭和53年） | 東幕下28枚目 4–3        | 東幕下21枚目 3–4        | 東幕下27枚目 4–3        | 東幕下19枚目 5–2            | 東幕下11枚目 4–3        | 西幕下7枚目 4–3             |
| 1979年 （昭和54年） | 西幕下3枚目 3–4         | 西幕下8枚目 6–1         | 西幕下筆頭 3–4          | 西幕下5枚目 2–5             | 西幕下16枚目 4–3        | 東幕下13枚目 5–2            |
| 1980年 （昭和55年） | 西幕下5枚目 4–3         | 東幕下4枚目 3–4         | 東幕下9枚目 5–2         | 西幕下3枚目 4–3             | 西幕下筆頭 3–4          | 西幕下5枚目 5–2             |
| 1981年 （昭和56年） | 西幕下2枚目 5–2         | 東十両13枚目 5–10       | 西幕下6枚目 4–3         | 東幕下4枚目 4–3             | 東幕下2枚目 6–1         | 東十両11枚目 9–6            |
| 1982年 （昭和57年） | 西十両3枚目 10–5        | 西前頭9枚目 9–6         | 東前頭3枚目 6–9 ★       | 西前頭5枚目 8–7             | 東前頭2枚目 4–11        | 西前頭7枚目 6–9             |
| 1983年 （昭和58年） | 東前頭10枚目 2–1–12     | 東十両7枚目 6–9         | 西十両9枚目 11–4        | 東十両2枚目 8–7             | 東十両筆頭 5–10         | 西十両7枚目 9–6             |
| 1984年 （昭和59年） | 西十両2枚目 9–6         | 西前頭12枚目 10–5       | 西前頭3枚目 4–11        | 東前頭13枚目 8–7            | 西前頭9枚目 5–10        | 西十両筆頭 引退 0–0–15      |
| 各欄の数字は、「勝ち-負け-休場」を示す。 優勝 引退 休場 十両 幕下 三賞：敢=敢闘賞、殊=殊勲賞、技=技能賞 その他：★=金星 番付階級：幕内 - 十両 - 幕下 - 三段目 - 序二段 - 序ノ口 幕内序列：横綱 - 大関 - 関脇 - 小結 - 前頭（「#数字」は各位内の序列） |                         |                         |                         |                             |                         |                             |

### 幕内対戦成績
| 力士名   | 勝数 | 負数 | 力士名    | 勝数 | 負数 | 力士名         | 勝数 | 負数 | 力士名   | 勝数 | 負数 |
| -------- | ---- | ---- | --------- | ---- | ---- | -------------- | ---- | ---- | -------- | ---- | ---- |
| 青葉城   | 3    | 1    | 朝汐(4代) | 0    | 3    | 旭富士         | 1    | 0    | 東洋     | 2    | 2    |
| 天ノ山   | 3    | 1    | 板井      | 3    | 0    | 大潮           | 1    | 0    | 巨砲     | 0    | 2    |
| 大錦     | 4    | 4    | 大豊      | 2    | 1    | 魁輝           | 5    | 4    | 北の湖   | 1    | 1    |
| 麒麟児   | 4    | 3    | 蔵間      | 2    | 2    | 黒瀬川         | 2    | 0    | 高望山   | 1    | 1    |
| 琴風     | 0    | 2    | 小錦      | 0    | 1    | 斉須           | 1    | 1    | 蔵玉錦   | 2    | 1    |
| 逆鉾     | 1    | 0    | 佐田の海  | 0    | 3    | 嗣子鵬         | 1    | 0    | 陣岳     | 0    | 3    |
| 神幸     | 1    | 0    | 太寿山    | 1    | 4(1) | 大徹           | 1    | 2    | 隆の里   | 0    | 4    |
| 隆三杉   | 1    | 1    | 高見山    | 1    | 1    | 多賀竜         | 3    | 4    | 出羽の花 | 0    | 3    |
| 闘竜     | 3    | 1    | 栃司      | 1    | 1    | 栃剣           | 1    | 2    | 栃光     | 4    | 2    |
| 飛騨乃花 | 2    | 1    | 富士櫻    | 0    | 3    | 鳳凰           | 2    | 2    | 北天佑   | 0    | 2    |
| 舛田山   | 1    | 3    | 若嶋津    | 0    | 4    | 若乃花(若三杉) | 0    | 1    | 鷲羽山   | 1    | 0    |

## 改名歴
- 齋藤 昭一（さいとう しょういち、1971年9月場所）※前相撲のみ
- 若の冨士 昭一（わかのふじ しょういち、1971年11月場所-1974年11月場所・1975年7月場所）
- 若の富士 昭一（同上、1975年1月場所-同年5月場所・1975年9月場所-1984年11月場所）